# Jacques André Fouilhoux
Vous lisez un « bon article » labellisé en 2021.
Jacques André Fouilhoux, né le 27 septembre 1879 à Paris et mort le 20 juin 1945 à New York, est un ingénieur et architecte d'origine française actif aux États-Unis de 1904 à 1945. Il est surtout connu pour son travail sur la Tribune Tower qui héberge le journal Chicago Tribune, le Rockefeller Center, et les premiers gratte-ciel tels que le Daily News Building ou le RCA Building à New York. Il conçoit également, avec Wallace Harrisson, le Trylon et Perisphere, deux structures modernistes monumentales temporaires, emblématiques de l'Exposition universelle de New York 1939-1940 qui se tient dans le Corona Park à Flushing Meadows dans le Queens. 
Selon la commission de conservation des monuments de la ville de New York, la plus grande qualité de Jacques André Fouilhoux « était sa faculté, en tant qu'ingénieur, de parvenir à concrétiser techniquement les plans de ses partenaires ».
Plusieurs de ses premières réalisations sont également répertoriées dans le registre national des lieux historiques, notamment les immeubles résidentiels du 705 Davis Street et les appartements Wickersham à Portland, dans l'Oregon.

## Jeunesse et éducation
Jacques André Fouilhoux, plus connu sous le nom de J. A. Fouilhoux tout au long de sa carrière aux États-Unis, nait le 27 septembre 1879 dans une famille catholique à Paris,. Il fréquente le lycée Janson-de-Sailly à Paris, puis est diplômé de l'université de Paris (Sorbonne). Il est ensuite admis à l'École centrale des arts et manufactures, où il étudie l'architecture ainsi que le génie civil et mécanique,. Il y découvre entre autres le béton armé qui commençait à être utilisé en France, notamment par François Hennebique. Il utilisera largement ce matériau dans les différentes réalisations de sa carrière. 
En 1904, après avoir obtenu son diplôme, il s'installe aux États-Unis et commence sa carrière d'architecte en tant que dessinateur pour Albert Kahn à Détroit,. 
En 1908, il se marie à New York avec Jean Butler Clark, originaire de Baltimore,.

## Carrière

### Premiers ouvrages

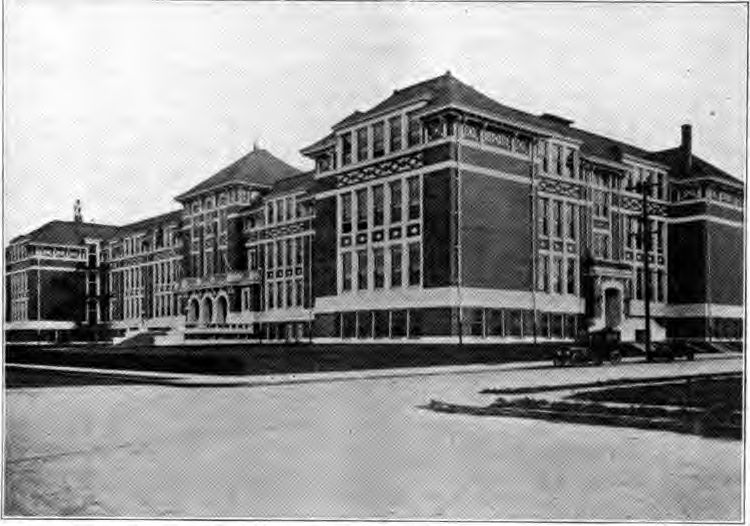
Lycée Jefferson à Portland (Oregon).

En 1909, J.A. Fouilhoux s'installe à Portland et entame un partenariat, qui durera jusqu'à la Première Guerre mondiale, avec Morris H. Whitehouse,. Fouilhoux est prolifique pendant les huit années durant lesquelles il travaille dans cette ville. Il y construit une douzaine de bâtiments remarquables, y compris des établissements d'enseignement (par exemple, le lycée Jefferson ou l'University Club) et des immeubles résidentiels,. Ses premières réalisations sont marquées par les différents styles du renouveau architectural de la fin du XIXe siècle et du début du XXe siècle : renaissance française, gothique collégial, Tudor, jacobéthain, colonial et Arts and Crafts anglais,,,,,. Bien que cette approche corresponde à l'esprit du temps, les critiques et les spécialistes de la préservation historique décèlent et décrivent une perspective unique dans son style architectural. C'est particulièrement évident avec le lycée Jefferson (1909), qui dévoile et gère habilement les tensions entre le mouvement néo-classique et le style Arts and Crafts plus moderne.

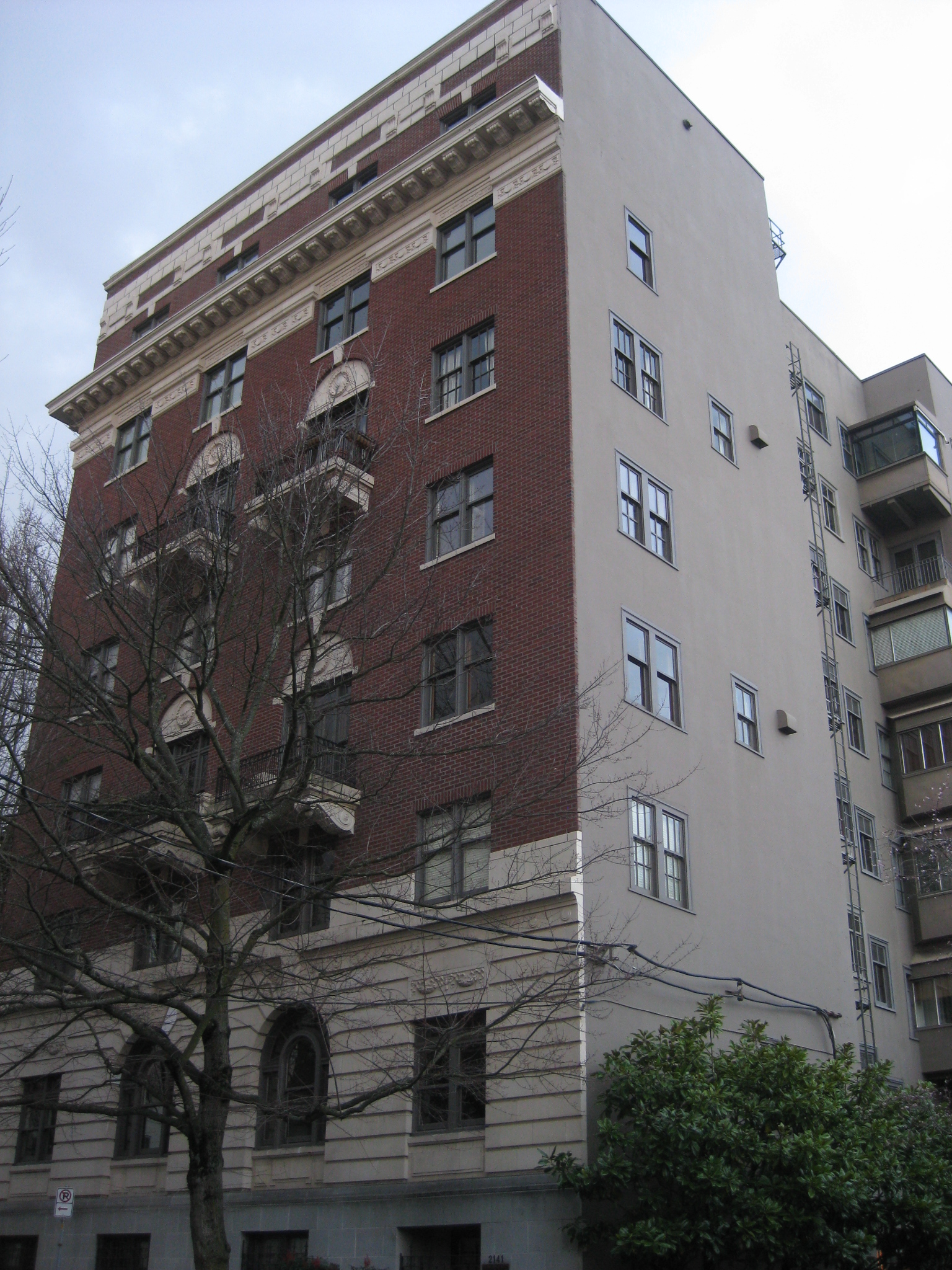
Appartements du 705 Davis Street à Portland (Oregon).

L'architecture de Fouilhoux, en particulier l'équilibre entre l'ornementation de référence et la sensibilité moderne, aura un effet durable sur l'architecture dans l'Oregon,.  Plusieurs de ses bâtiments sont toujours intacts et sont inscrits au registre national des lieux historiques,. Certains sont encore très recherchés en tant que résidence comme par exemple les appartements Wickersham (1910) et ceux du 705 Davis Street (1913) qui ont contribué à caractériser des quartiers de prestige,.
En 1917, l'entrée des États-Unis dans la Première Guerre mondiale marque une pause dans la carrière de J. A. Fouilhoux, qui s'engage alors dans l'armée américaine. Il sert comme capitaine en France dans le 129e régiment d'artillerie de campagne comme le futur président Harry S. Truman. Il est démobilisé après avoir été élevé au grade de major,,.

### Tribune Tower et Daily News Building
En 1920, Fouilhoux retourne aux États-Unis, et s'installe définitivement à New York,,. Il commence à apporter des contributions substantielles aux méthodes de conception modernistes qui vont créer un nouveau phénomène architectural : le gratte-ciel,. Dans le contexte du boom architectural de l'après-guerre, les réalisations de Fouilhoux épousent et célèbrent les valeurs démocratiques américaines, notamment la liberté de la presse,.
En 1922, Fouilhoux, Raymond Hood et John Mead Howells soumettent un projet au concours international dédié à la conception de la Tribune Tower de Chicago. Fouilhoux, en tant qu'associé des partenaires Hood et Howells, voit son projet remporter le concours parmi les 260 autres soumissions. Le bâtiment associe des éléments architecturaux gothiques médiévaux à la sensibilité Art déco d'un immeuble de bureaux moderne,,. La conception de Hood et Howell et les éloges des jurés du concours résument le moment architectural de l'époque : nostalgique, mais à la limite de la modernité. Des éléments anciens sont utilisés de manière novatrice, notamment au moins 150 fragments provenant de sites historiques décorent les murs aux côtés de citations de personnages historiques,. Ces inscriptions et détails sculpturaux se réfèrent à des décennies et des continents différents, commémorant le passé afin d'imaginer le futur, ce que la Tribune Company recherchait.
Lors de son inauguration en 1925, le bâtiment est décrit par les critiques comme étant atypique mais conçu pour un usage pratique, avec une perspective historique, de l'humour et une vision de l'avenir. Fouilhoux et d'autres contributeurs sont immortalisés comme des personnages des fables d'Ésope dans un grand panneau en pierre sculpté au-dessus de l'entrée principale. En clin d'œil au surnom attribué aux Français pendant la Première Guerre mondiale, Fouilhoux est représenté par une grenouille,.
En 1930, Howells, Hood et Fouilhoux conçoivent un autre immeuble destiné au monde du journalisme le Daily News Building à New York. Bien que les propriétaires du Daily News Building et de la Tribune Tower aient des liens familiaux, les bâtiments ne partagent pas l'influence néo-gothique qui caractérise la Tribune Tower ; avec la conception du gratte-ciel du Daily News Building, Fouilhoux entre dans « l'avant-garde moderniste ». Le Daily News Building partage cependant avec la Tribune Tower l'utilisation d'éléments d'Art déco et de citations et symboles des valeurs démocratiques et de l'éthique protestante du travail américaine. Le bâtiment est bien accueilli par les critiques, les architectes et les New-Yorkais. Une exposition au MoMA en 1932 le décrit d'ailleurs comme le « gratte-ciel le plus percutant de New York. »

### LeRockefeller center

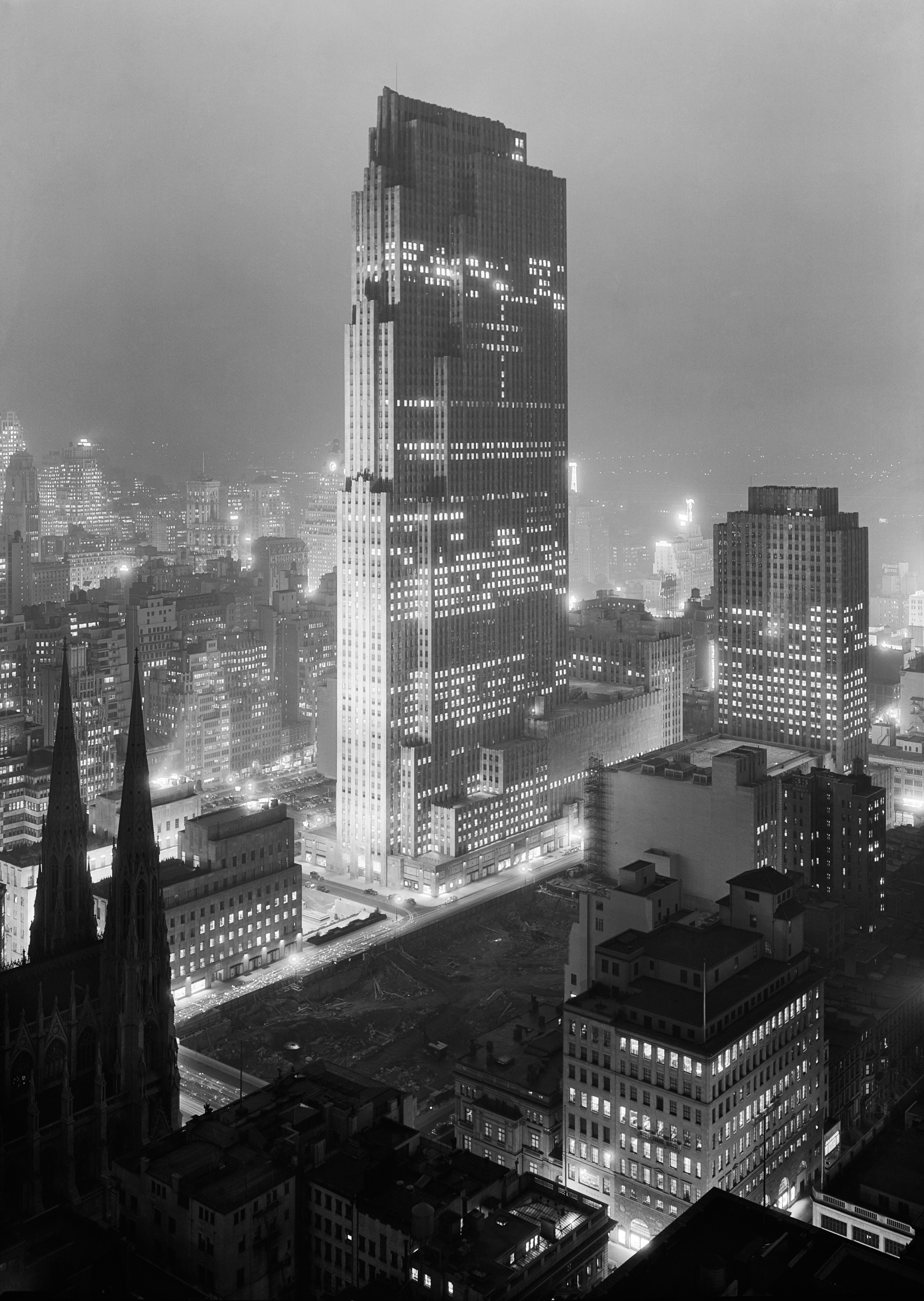
Construction du Rockefeller Center à New York.

En 1931, Fouilhoux rejoint un consortium d'agences d'architecture de premier plan, coordonné par Raymond Hood, qui participera à la construction du Rockefeller Center. Todd, Robertson et Todd Engineering Corp, en tant que conseillers de John D. Rockefeller et de sa famille, « ont sélectionné des architectes principalement intéressés par une bonne conception, la commodité, le coût, le revenu, de faibles dépenses d'exploitation et le progrès ... des hommes ni trop attachés au passé architectural ni trop intéressés par un modernisme effréné ». Trois cabinets différents — Corbett, Harrison & MacMurray, Hood, Godley & Fouilhoux et Reinhard & Hofmeister — forment le collectif Associated Architects for Rockefeller Center. Fouilhoux exerce la plus grande influence sur l'élément central du complexe, le 30 Rockefeller Plaza, connu sous le nom de « 30 Rock », et qui sera popularisé, bien plus tard, dans une série télévisée américaine. Le bâtiment combine des éléments de design Art déco avec une inspiration Beaux-Arts et le style international, de plus en plus répandu. Dès sa création, le Rockefeller Center est au cœur de l'imaginaire urbain des médias commerciaux. Dans les années 1980, Paul Goldberger du New York Times réfléchit à son statut : « Il a toujours été respecté. Aujourd'hui, cependant, il semble plutôt être idolâtré, copié par les jeunes architectes lorsqu'ils esquissent de nouvelles tours et choisi par les urbanistes comme le modèle que les grands complexes urbains devraient s'efforcer de suivre ».
Après la mort de Hood en 1934, et à la suite de son travail sur le Rockefeller Center, Fouilhoux, qui, selon la commission de conservation des monuments de la ville de New York, reçut moins d'attention que celui de ses partenaires John Mead Howells ou Raymond Hood, sa plus grande qualité étant « sa faculté, en tant qu'ingénieur, de parvenir à concrétiser techniquement les plans de ses partenaires » et qui, « connu comme ingénieur avisé et superviseur rigoureux dont le travail forçait le respect de ses collaborateurs », s'associe à Wallace Harrison sur une commande de John Davison Rockefeller Junior et Nelson Rockefeller pour concevoir les appartements Rockefeller, adjacents au nord . Les Rockefeller Apartments, de conception assez inhabituelle et sans rien de comparable à l'époque, sont de petites tailles et bénéficient tous de la lumière du soleil et d'une bonne ventilation. Les immeubles possèdent une cour intérieure et des trottoirs plus larges, un restaurant au rez-de-chaussée, des cabinets médicaux, une pharmacie et un salon de beauté, et sont idéalement situés pour les jeunes professionnels travaillant au Rockefeller Center ou à Midtown. Ils sont tous loués avant même d'être terminés et une liste d'attente est créée alors qu'il existe des appartements vacants dans toute la ville. Les appartements Rockefeller ont ainsi changé les standards. Construits dans un style international avec des baies vitrées arrondies et orientées vers le sud, ils sont salués par les critiques pour leur esthétique, leur aspect pratique et leur design progressiste. Le célèbre urbaniste Lewis Mumford déclare que « Lorsque les fenêtres sont ouvertes de haut en bas de la façade, l'effet est semblable à celui du frémissement soudain d'ailes d'oiseaux émanant d'un arbre. Et si quelqu'un veut savoir ce qu'est l'ornement moderne, c'est cela : quelque chose de construit pour être utilisé, qui soudain, lorsqu'il vous frappe au bon angle, se met à chanter ».

### Le monde de demain

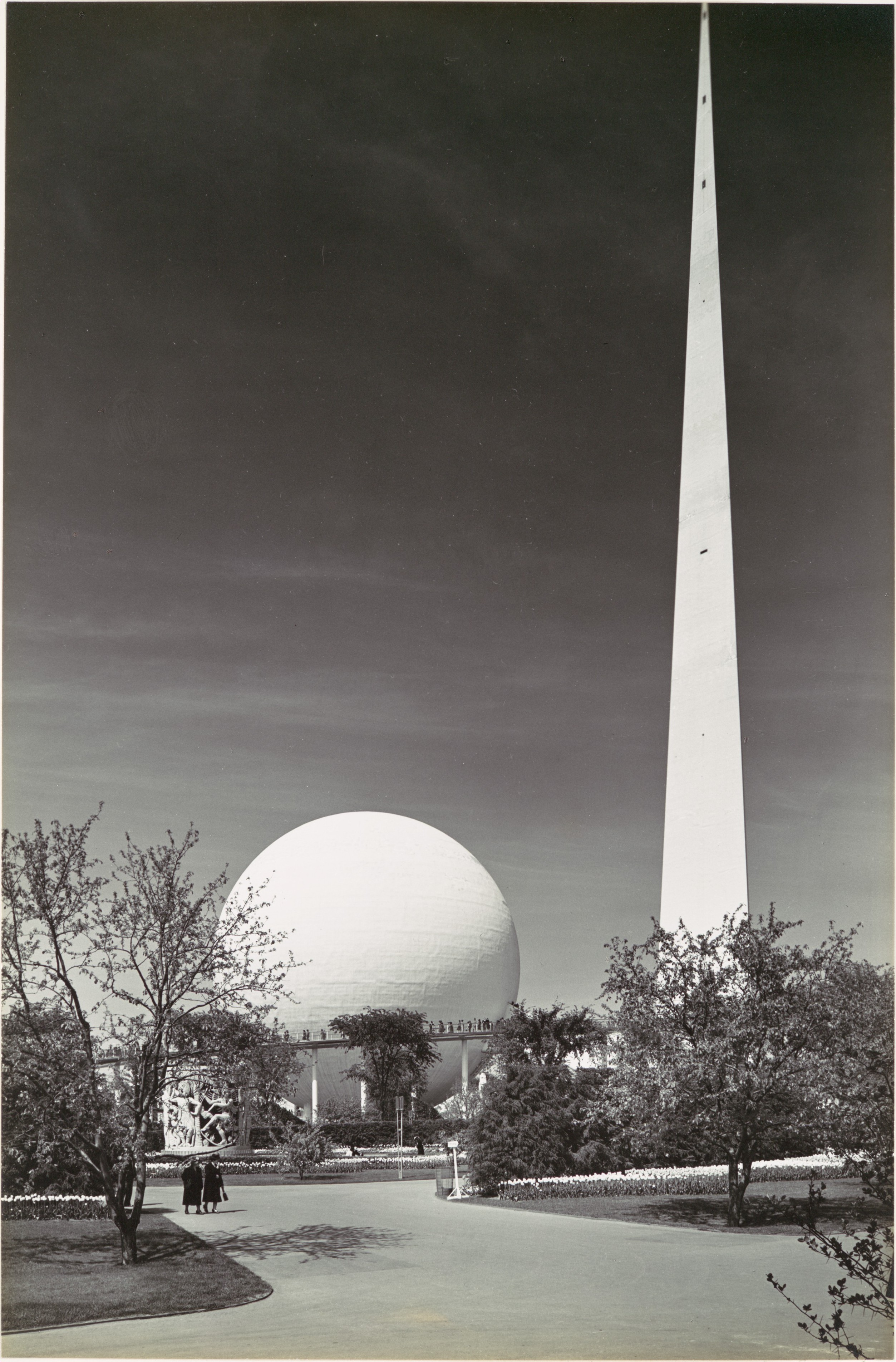
Trylon et la Perisphere à l'Exposition universelle de New York de 1939.

La contribution de Fouilhoux et Harrison pour l'Exposition universelle de New York 1939-1940 est une œuvre architecturale et technique des plus audacieuses. La commission de la construction de New York affirme que les contributions de Fouilhoux au design « ont donné le ton distinctif de l'exposition ». Cette exposition universelle américaine, parmi les plus coûteuses, représente un projet ambitieux dans la période d'incertitude qui suit la Grande Dépression et qui précède la Seconde Guerre mondiale,. En 1934, le thème prévu pour l'exposition est la célébration du 150e anniversaire de l'investiture de George Washington, mais, en 1936, après le début de la Guerre d'Espagne, les organisateurs changent d'avis et un nouveau thème, plus abstrait et avant-gardiste, l'emporte : « Construire le monde de demain ».
Selon le New York Times, le thème donne la priorité à une vision idéale,,. L'exposition se déploie au Flushing Meadows Park, sur l'emplacement d'une ancienne décharge dans le Queens, et occupe plus de 486 ha pour imaginer le futur à travers le prisme de l'innovation, de la consommation et du commerce. Les expositions et les espaces de loisirs sont rendus possibles grâce aux participations de 60 pays et 121 organisations new-yorkaises,.  Selon l'ouvrage de 1989, Trylon and Perisphere, « l'objectif était de montrer au monde la foi inébranlable de ses organisateurs dans le commerce et l'industrie américaines, dans la paix et la liberté, et dans le potentiel des Américains de tous horizons à surmonter les obstacles. »
La contribution la plus importante de Fouilhoux s'exerce sur les figures centrales de l'exposition, le Trylon et Perisphere, respectivement une grande pyramide triangulaire et la plus grande sphère jamais construite. Masses blanches imposantes du « fini et de l'infini » —  parfois appelées « pointe et sphère » ou « balle et batte »  — elles représentent avec justesse un futurisme fondé sur des principes modernistes, qui envisagent la réalisation d'abstractions extrêmes grâce aux nouvelles technologies. Le Trylon et la Perisphere représentent d'impressionnantes prouesses d'ingénierie. La construction nécessite 2 000 m3 de béton, plus de 7 000 pièces individuelles, et le poids total des deux monuments est d'environ 10 000 tonnes,. Le Trylon mesure 186 m de haut et la Perisphere a un diamètre de 55 m et une hauteur de 18 étages,. À l'intérieur de la Perisphere, accessible par les plus grands escaliers mécaniques du monde, se trouve la « Démocracité », l'exposition centrale de la foire et la vision de l'avenir de l'Amérique en 2039,. Les réalisations technologiques sont au cœur du thème de la foire et des conceptions de Harrison et Fouilhoux, comme en témoignent l'ingénierie du Trylon et de la Perisphere, ainsi que l'accent mis sur l'électrification de la ferme à l'énergie solaire ou d'autres bâtiments de l'exposition comme le Consolidated Edison et le Electric Utility. La foire, qui incarne une réalité physique imposante et une vision futuriste ambitieuse, accueille près de 50 millions de visiteurs pendant les deux saisons où elle est ouverte,. Malgré ces réalisations, elle n'atteint pas les objectifs de fréquentation et de recettes financières escomptés. Pourtant, elle n'est « en aucun cas un échec... elle a littéralement et figurativement remplacé les cendres par des promesses [...] D'un point de vue pratique, elle offrait un aperçu des outils nécessaires à la reconstruction du monde d'après-guerre. »

### Dernières contributions
Avec le déclenchement de la Seconde Guerre mondiale, les opportunités et les priorités architecturales se détournent de la construction de monuments imposants qui définissent la ligne d'horizon urbaine. En 1941, Fouilhoux rejoint le cabinet Harrison, Fouilhoux & Abramovitz et travaille à la modernisation du zoo du Bronx, inauguré en 1899. La ligne directrice du projet avait pour objectif d'abandonner les cages et de faire sortir les animaux en les regroupant par continent dans des espaces ouverts. Il est responsable de la construction du pavillon qui abrite le guichet d’entrée du côté du park Corona, la Corona toll house. Puis il travaille sur les bases militaires de Coco Solo et Balboa, dans la zone du canal de Panama,,. Il travaille ensuite sur le Clinton Hill Housing Development, également appelé Clinton Hill Co-ops — des logements abordables destinés aux officiers de la marine et aux enrôlés basés au United States Navy Yard, tout proche. Bien que certains membres de la communauté aient déploré la disparition de demeures du XIXe siècle au profit du développement, les Clinton Hill Co-ops ont contribué à la stabilisation et à la croissance économique du quartier, en fournissant des logements à un grand nombre de citoyens investis de la classe moyenne. Les Clinton Hill Co-ops constituent la dernière contribution de Fouilhoux à l'architecture de la ville de New York. Il fait une chute mortelle le 20 juin 1945 alors qu'il effectue une inspection du toit et des étages supérieurs des bâtiments,.

### Héritage

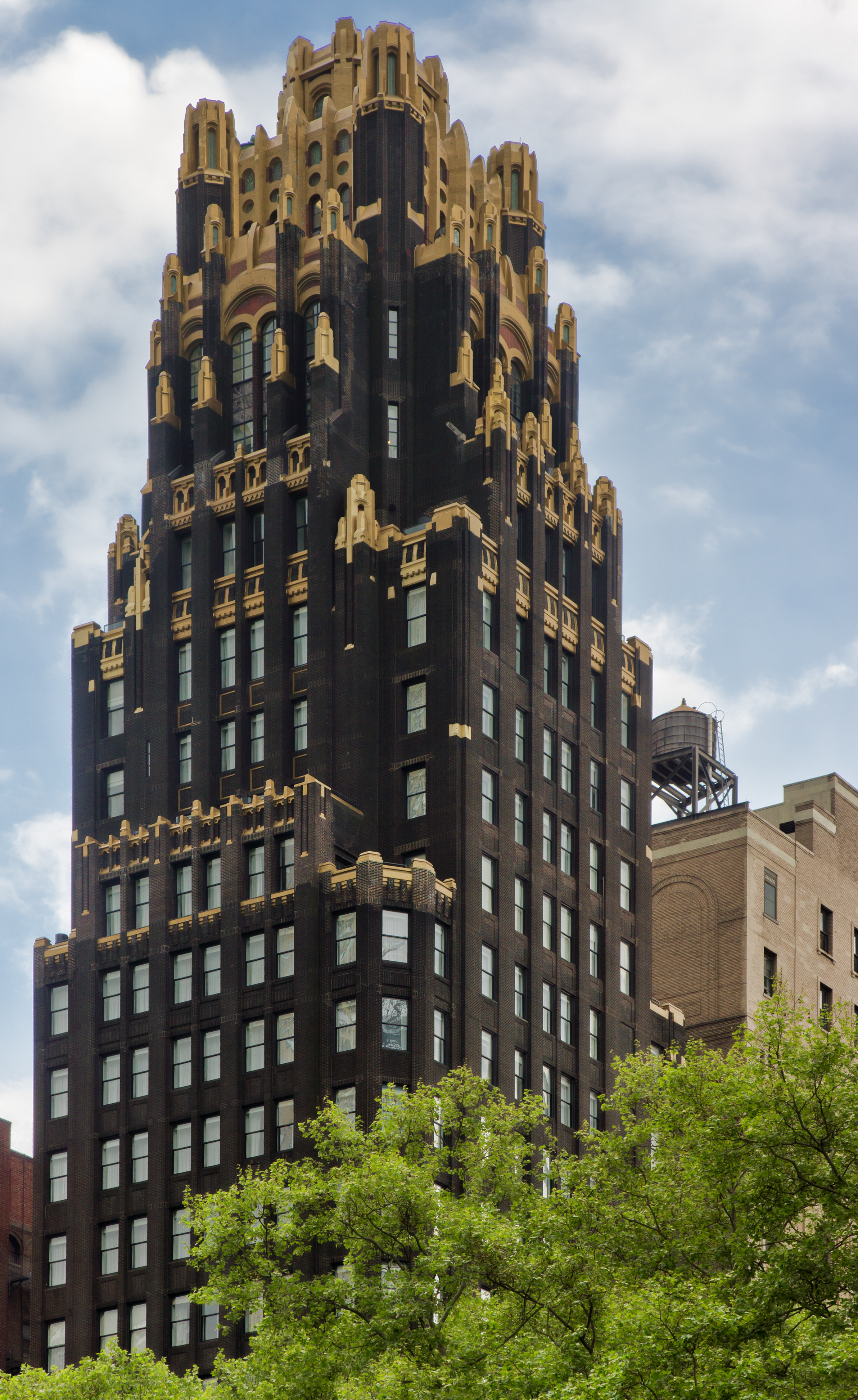
American Radiator Building.

La Tribune Tower et le Rockefeller Center sont les réalisations les plus remarquables de Fouilhoux en matière d'ingénierie et de conception architecturale et demeurent des destinations touristiques, ainsi que des éléments culturels notables, étudiés dans les milieux universitaires,. Bien que le Trylon et la Perisphere de l'Exposition universelle de 1939 aient été démantelés pour l'effort de guerre, ils ont « connu un statut historique dans le monde en tant que symboles d'espoir pour l'avenir » . Des livres, des timbres-poste, des figurines, des cartes postales et bien d'autres objets ont immortalisé l'imagerie de l'épi et de la sphère de Fouilhoux. Parmi les autres bâtiments importants sur lesquels Fouilhoux a travaillé figurent l'American Radiator Building et le McGraw-Hill Building à Manhattan, ainsi que le temple maçonnique (aujourd'hui le Centre culturel de Scranton (en)),,,.

#### Reconnaissances et affiliations professionnelles
- membre de l'American Institute of Architects (AIA), décerné le 26 mai 1943 ;
- citation du chapitre de l'AIA de New York, le 14 février 1945 ;
- premier prix, chapitre du concours de l'AIA de New York, pour la conception d'un petit logement familial abordable, 1935[49] ;
- président du New York Building Congress, élu en 1942, 1945[40],[50] ;
- membre de l'American Society of Civil Engineers ;
- membre de l'Architectural Leaguede New York ;
- président des Ingénieurs Français aux États-Unis, Inc. ;
- trésorier et administrateur de Beaux-Arts Institute of Design ;
- membre du conseil consultatif de la Cooper Union Art School, 1940[51] ;
- critique invité à la Columbia School of Architecture ;
- membre du comité de visite de la School of Architecture du Massachusetts Institute of Technology ;
- président de l'American Relief for France, Inc.[52] ;
- vice-président et administrateur de l'Hôpital de France et de la Société Française de Bienfaisance ;
- conseil d'administration de l'Institut Saint-Vincent-de-Paul ;
- membre de l'Association du Commerce et de l'Industrie de New York ;
- membre du club universitaire ;
- membre du club catholique ;
- président de la Société des Arts Liturgiques[6].

#### Réalisations
Le tableau suivant reprend les différentes réalisations de Fouilhoux, qu'il soit seul ou en collaboration avec d'autres architectes.
| Bâtiment                                                                        | Ville, État                  | Date | Rôle       | Collaborateur(s)                         | Style                         | Source |
| ------------------------------------------------------------------------------- | ---------------------------- | ---- | ---------- | ---------------------------------------- | ----------------------------- | ------ |
| Lycée Jefferson                                                                 | Portland, Oregon             | 1909 | Architecte | Morris H. Whitehouse & Bruce R. Honeyman | néo-Renaissance               | [ 7 ]  |
| Lycée Lincoln                                                                   | Portland, Oregon             | 1910 | Architecte | Morris H. Whitehouse                     | néo-classique                 | [ 53 ] |
| Maison Conro Fiero                                                              | Central Point, Oregon        | 1910 | Architecte | Morris H. Whitehouse                     | néo-Tudor                     | [ 54 ] |
| Appartements Wickersham                                                         | Portland, Oregon             | 1910 | Architecte | Morris H. Whitehouse                     | néo-Tudor                     | [ 10 ] |
| Maison de retraite Anna Lewis Mann                                              | Portland, Oregon             | 1911 | Architecte | Edgar M. Lazarus & Morris H. Whitehouse  | néo-Tudor, gothique collégial | [ 12 ] |
| Failing Grammar Schoolhouse (désormais National University of Natural Medicine) | Portland, Oregon             | 1912 | Architecte | Morris H. Whitehouse                     | néo-Renaissance               | [ 55 ] |
| University Club                                                                 | Portland, Oregon             | 1913 | Architecte | Morris H. Whitehouse                     | Jacobéthain                   | [ 56 ] |
| Appartements du 705 Davis Street                                                | Portland, Oregon             | 1913 | Architecte | Morris H. Whitehouse                     | néo-Renaissance               | [ 8 ]  |
| Clubhouse du Waverley Country Club                                              | Portland, Oregon             | 1913 | Architecte | Morris H. Whitehouse                     | Néo-colonial                  | [ 13 ] |
| Maison Elliott R. Corbett                                                       | Portland, Oregon             | 1915 | Architecte | Morris H. Whitehouse                     | Néo-colonial                  | [ 9 ]  |
| Maison H. L. & Gretchen Hoyt Corbett                                            | Portland, Oregon             | 1916 | Architecte | Morris H. Whitehouse                     | Néo-colonial                  | [ 11 ] |
| Église méthodiste d'Astoria                                                     | Astoria, Oregon              | 1916 | Architecte | Morris H. Whitehouse                     | Néo-colonial                  | [ 57 ] |
| Asile Saint-Vincent-de-Paul                                                     | Tarrytown, New York          | 1924 | Architecte |                                          |                               | [ 48 ] |
| Tribune Tower                                                                   | Chicago, Illinois            | 1924 | Architecte | Raymond Hood & John Mead Howells         | néo-gothique                  | [ 24 ] |
| American Radiator Building (American Standard Building)                         | Manhattan, New York          | 1924 | Architecte | Raymond Hood & John Mead Howells         | Art déco                      | [ 46 ] |
| Country Club Ocean Forest                                                       | Myrtle Beach, South Carolina | 1929 | Architecte | Raymond Hood                             | Néo-classique                 | [ 58 ] |
| Daily News Building                                                             | Manhattan, New York          | 1930 | Architecte | Raymond Hood & John Mead Howells         | Art déco                      | [ 20 ] |
| Temple maçonnique (Centre culturel de Scranton)                                 | Scranton, Pennsylvania       | 1930 | Architecte |                                          | Art déco                      | [ 48 ] |
| Rockefeller Center                                                              | Manhattan, New York          | 1931 | Architecte | Raymond Hood & Godley                    | Art déco, style international | [ 27 ] |
| McGraw-Hill Building                                                            | Manhattan, New York          | 1931 | Architecte | Raymond Hood & Godley                    | Style international           | [ 47 ] |
| Appartements Rockefeller                                                        | Manhattan, New York          | 1937 | Architecte | Wallace K. Harrison                      | Style international           | [ 2 ]  |
| Trylon et la Perisphere, Exposition universelle de 1939                         | Manhattan, New York          | 1939 | Architecte | Wallace K. Harrisson                     | Moderniste                    | [ 31 ] |
| Maison Crotona Toll                                                             | Bronx, New York              | 1941 | Architecte | Max Abramovitz & Wallace K. Harrisson    |                               | [ 42 ] |
| Clinton Hill Cooperative Development                                            | Brooklyn, New York           | 1943 | Architecte | Max Abramovitz & Wallace K. Harrisson    | Moderniste                    | [ 43 ] |
| Installations de la base aérienne et sous-marine de Coco Solo                   | Cativá, Panama               | 1944 | Architecte | Wallace K. Harrisson                     | Moderniste                    | [ 6 ]  |